# Charley Marouani
Pour les articles homonymes, voir Marouani.
Charley Marouani, né le 7 décembre 1926 à Sousse (Protectorat de Tunisie) et mort le 29 juillet 2017 à Calvi, est un impresario français.
Il était, notamment, l'imprésario de Jacques Brel, Claude Nougaro, Barbara et Michel Boujenah.

## Biographie

### Jeunesse
Né d'un père goûteur d'huile d'olive, Charley Marouani est issu d'une famille de sept enfants ; cinq garçons et deux filles. Son frère  Gilbert deviendra producteur de musique.

### Carrière
Il vit à Sousse jusqu'à l'âge de 18 ans, avant de devenir photographe à Nice, puis de monter à Paris et de travailler avec son oncle Félix Marouani, agent pour l'imprésario Émile Audiffred et par la suite l'agence Tavel.
Il était l'ami de Jacques Canetti, qu'il rencontre deux ans après son arrivée à Paris[réf. nécessaire].
En 2017, Charley Marouani fait partie de la distribution du documentaire Les Magnifiques de Mathieu Alterman et Yves Azéroual, qui met en lumière l'histoire de sept jeunes gens (lui-même, Norbert Saada, Régis et Charles Talar, Robert Castel, Enrico Macias et Philippe Clair) partis d'Afrique du Nord à vingt ans et qui ont révolutionné la pop-culture française des années 1960 à 1980,,,.

### Vie privée

#### Famille
Charley Marouani a quatre enfants prénommés  Florence, Régis, Rachel et Judith Marouani.
Il est l'oncle de David Marouani, membre du duo David et Jonathan.

#### Mort
Il meurt le 29 juillet 2017 à Calvi, à l'âge de 90 ans, et est inhumé au cimetière nouveau de Neuilly-sur-Seine.

## Distinction
- 2009 : Chevalier de la Légion d'honneur[11]

## Publication
- Charley Marouani, Une vie en coulisses, Paris, éditions Fayard, 5 octobre 2011, 300 p. (ISBN 978-2-213-66282-4, lire en ligne)